# Vestervangskolen
Vestervangskolen er en folkeskole i Herning. Distriktet dækker det sydlige og vestlige af Herning by. Skolen har ca. 532 elever fordelt på 28 klasser. Skolen blev oprettet i 1882 og er udvidet og moderniseret flere gange siden.
Skolens leder er Claus Wandall.